# Monument der verloren kinderen

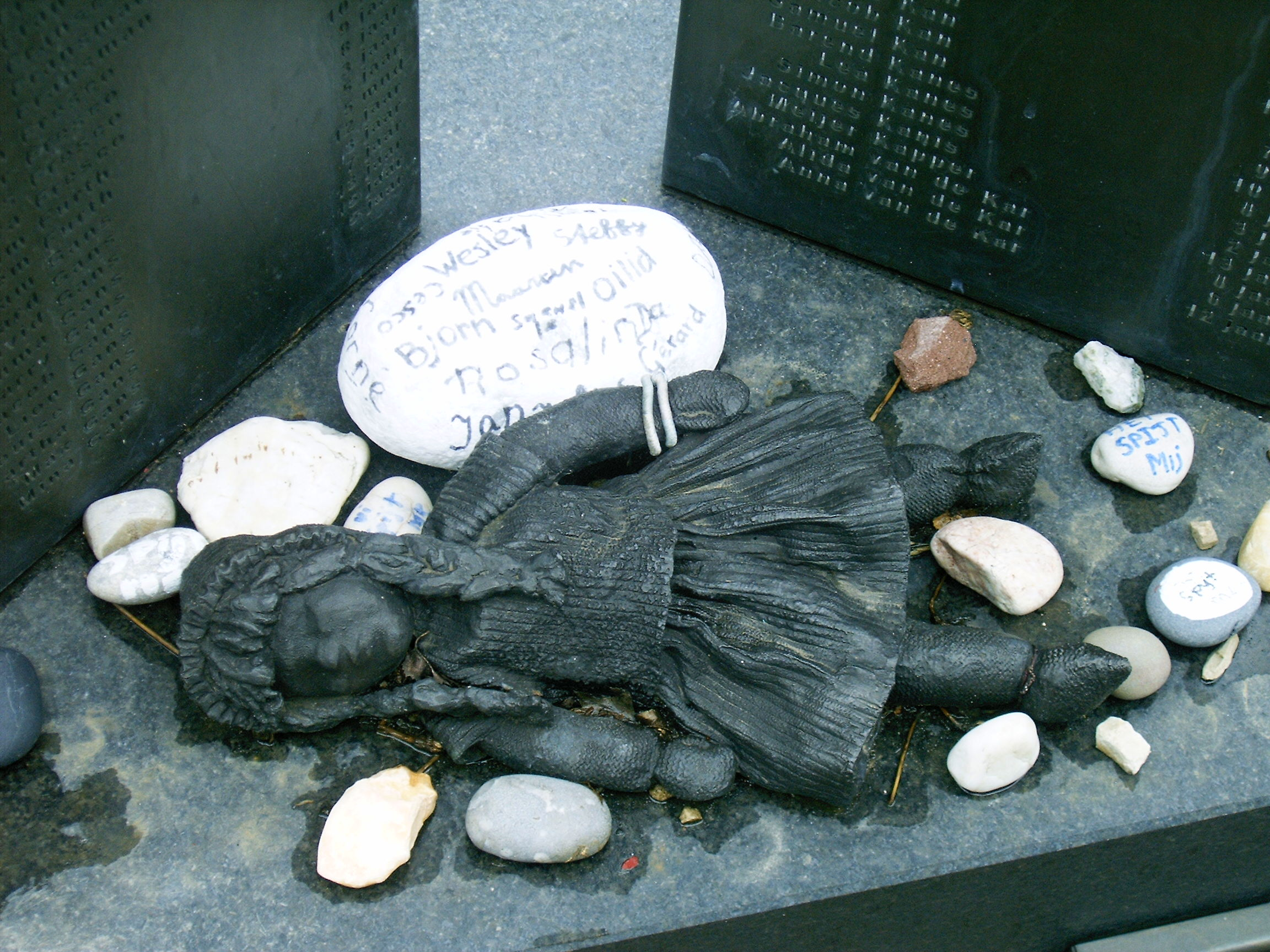
Bronzen speelgoed als herinnering aan de omgekomen kinderen van Kamp Vught

Het Monument der verloren kinderen (ook wel Kindermonument) is een gedenkteken in Vught. Het monument staat op het terrein van het Nationaal Monument Kamp Vught en is geplaatst om de kindertransporten op 6 en 7 juni 1943 vanuit Kamp Vught, via Kamp Westerbork, naar Sobibór te herdenken. Meer dan duizend Joodse kinderen en hun ouders werden op transport gesteld onder het mom van overplaatsing naar een speciaal kinderkamp. Eenmaal aangekomen in het vernietigingskamp Sobibór in bezet Polen werden ze vrijwel meteen vergast.

## Beschrijving
Het monument is gemaakt door Teus van den Berg-Been en werd op 5 september 1999 onthuld door Stichting Vriendenkring Nationaal Monument Vught. Het bestaat uit een natuurstenen onderstuk met daarop bronzen gedenkplaten. De gedenkplaten worden aan de bovenkant verbonden met davidsterren. Op de gedenkstenen zijn alle 1269 namen van de kinderen aangebracht met hun leeftijd. Op de onderste gedenksteen staat een passage uit de Bijbel:

HET KIND IS ER NIET...EN IK,

WAAR MOET IK HEEN!

GEN. 37 : 30

Voor de gedenkplaten ligt in het brons gegoten speelgoed. De tekst op de plaquette aan de voet van het gedenkteken luidt:

MEER DAN 1800 JOODSE KINDEREN WERDEN VAN HIER

OP TRANSPORT GESTELD, NAAR VERNIETIGINGSKAMPEN.

SLECHTS ENKELEN OVERLEEFDEN

VAN 1269 VAN DEZE KINDEREN STAAN HIER DE NAMEN

ZIJ WERDEN WEGGEVOERD MET HET KINDERTRANSPORT OP 6 EN 7 JUNI 1943

EN OMGEBRACHT

IN HEN GEDENKEN WE ALLE KINDEREN DIE VAN KAMP VUGHT WERDEN WEGGEVOERD

OM NOOIT MEER TERUG TE KEREN

MOGEN HUN ZIELEN GEBUNDELD WORDEN IN DE BUNDEL VAN HET EEUWIGE LEVEN

## Herdenking
Elk jaar vindt op of rond 6 juni een herdenkingsbijeenkomst plaats bij het kindergedenkteken.

## Foto's

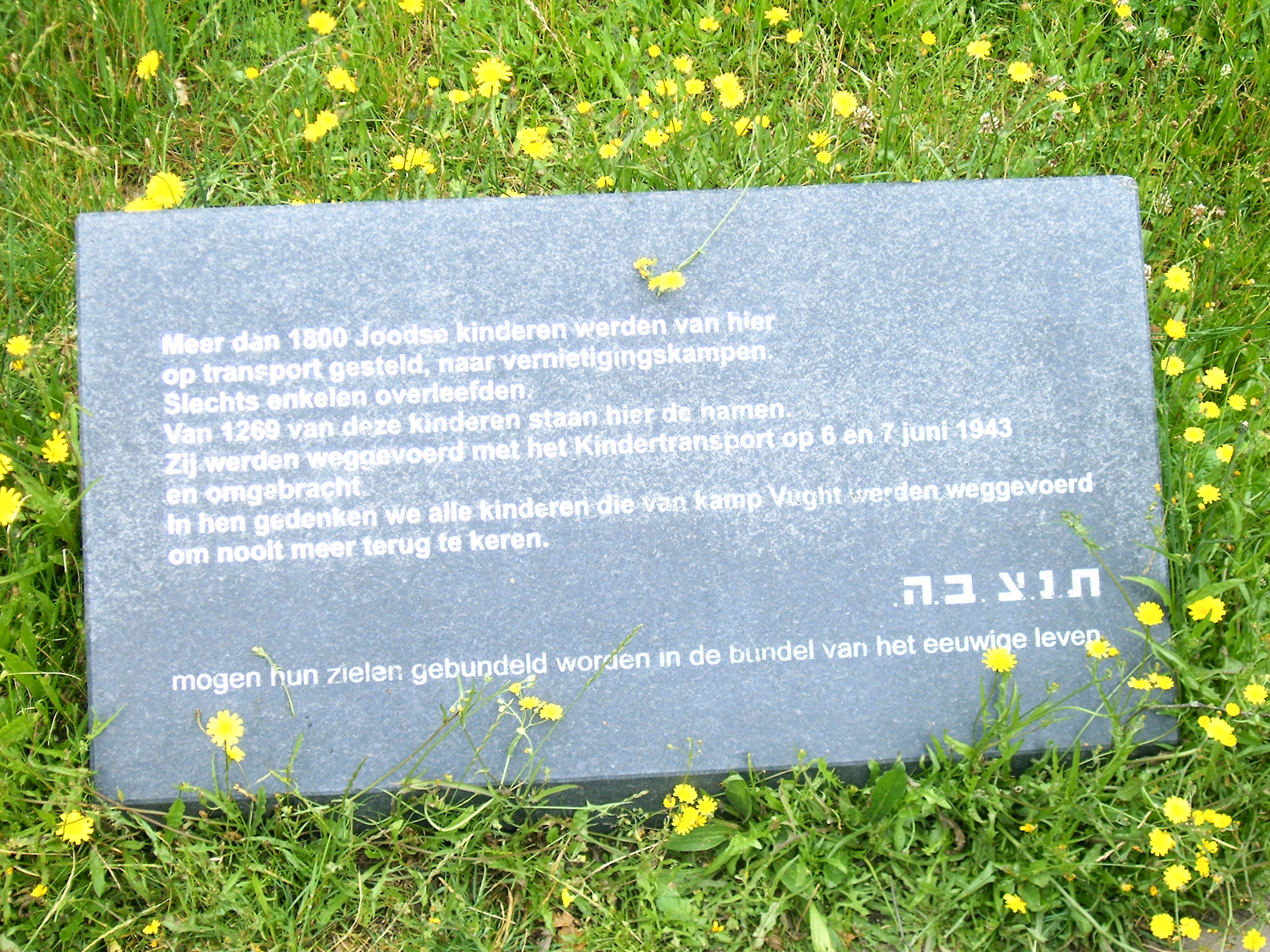
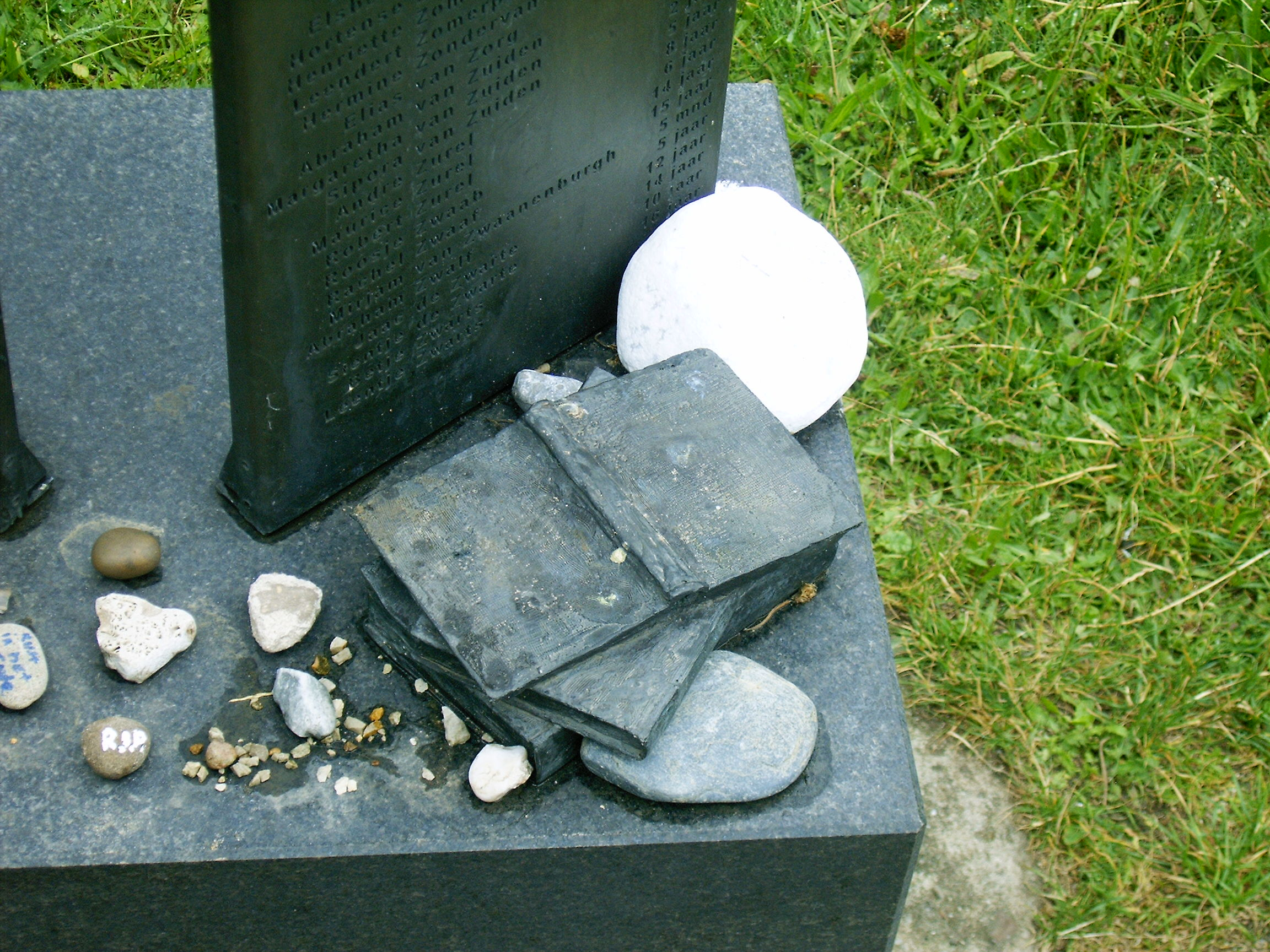
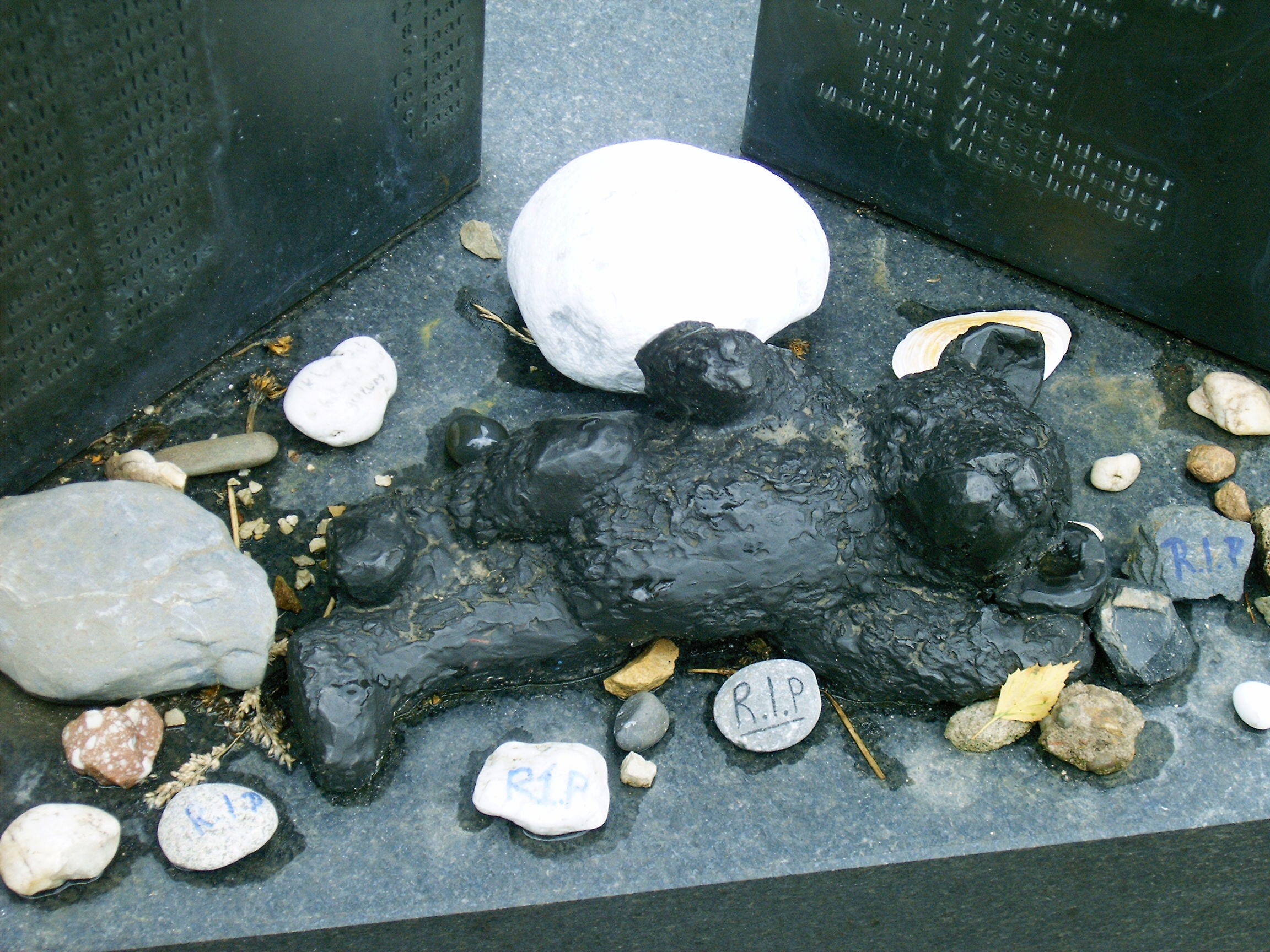
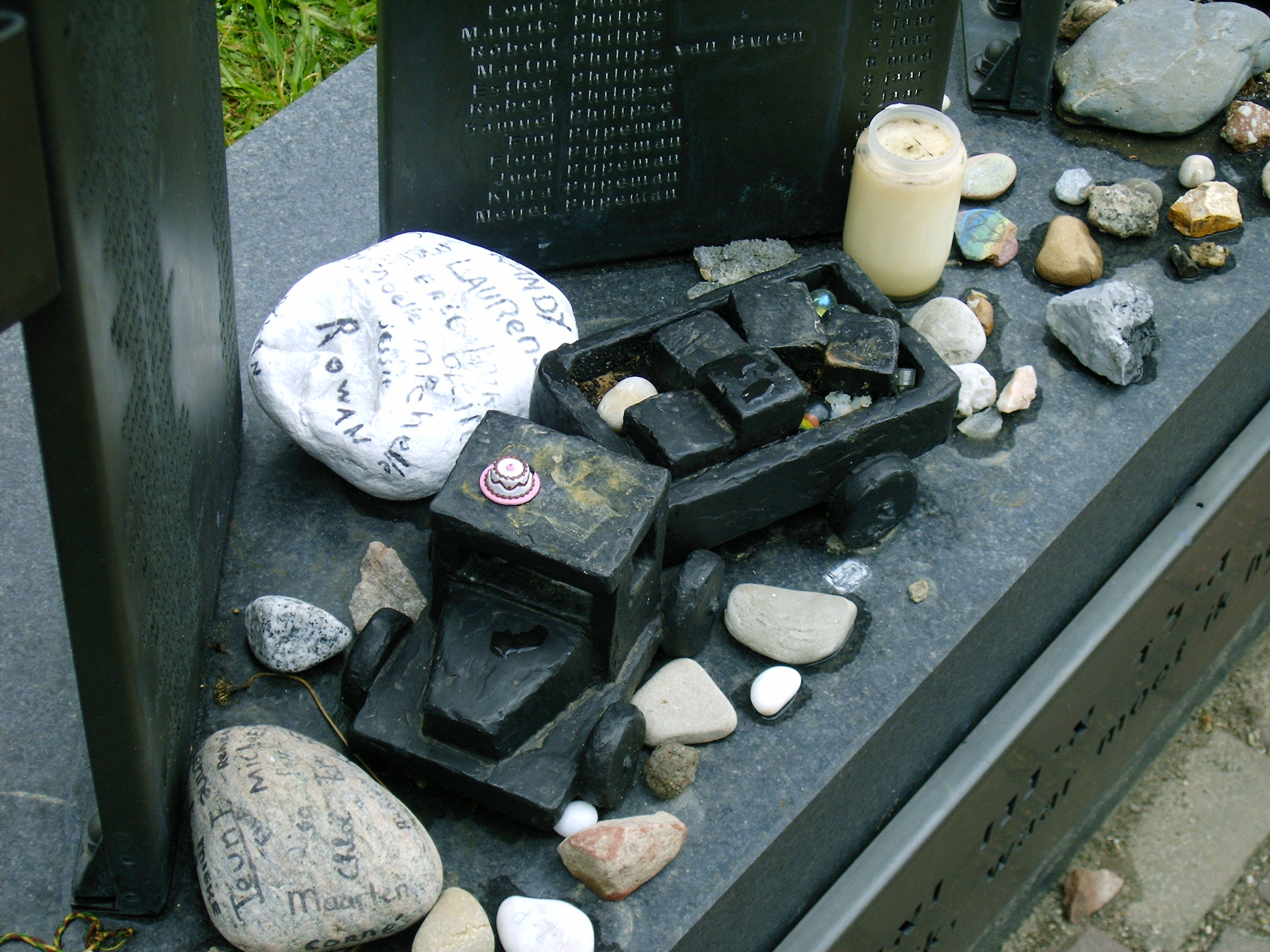
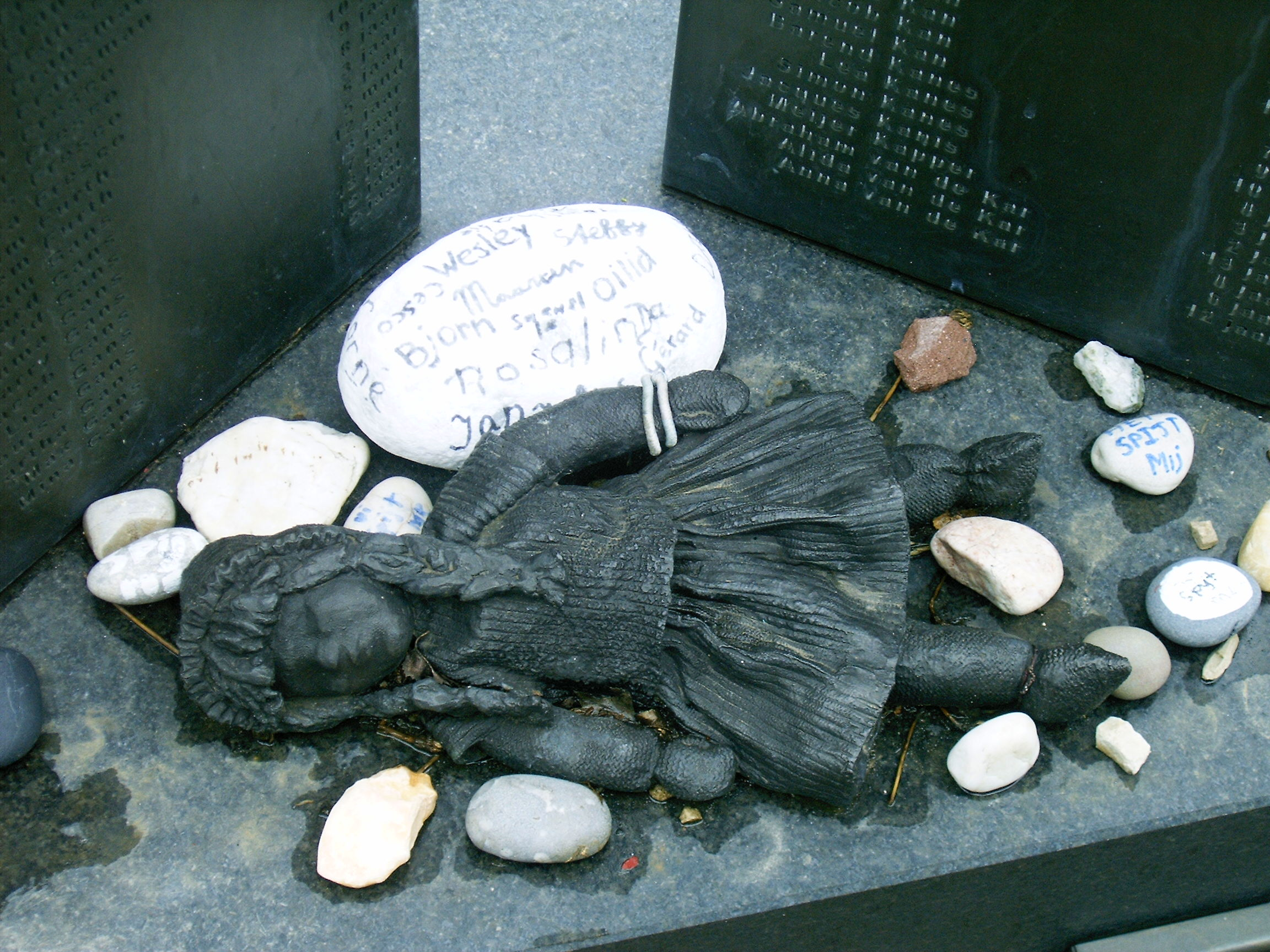
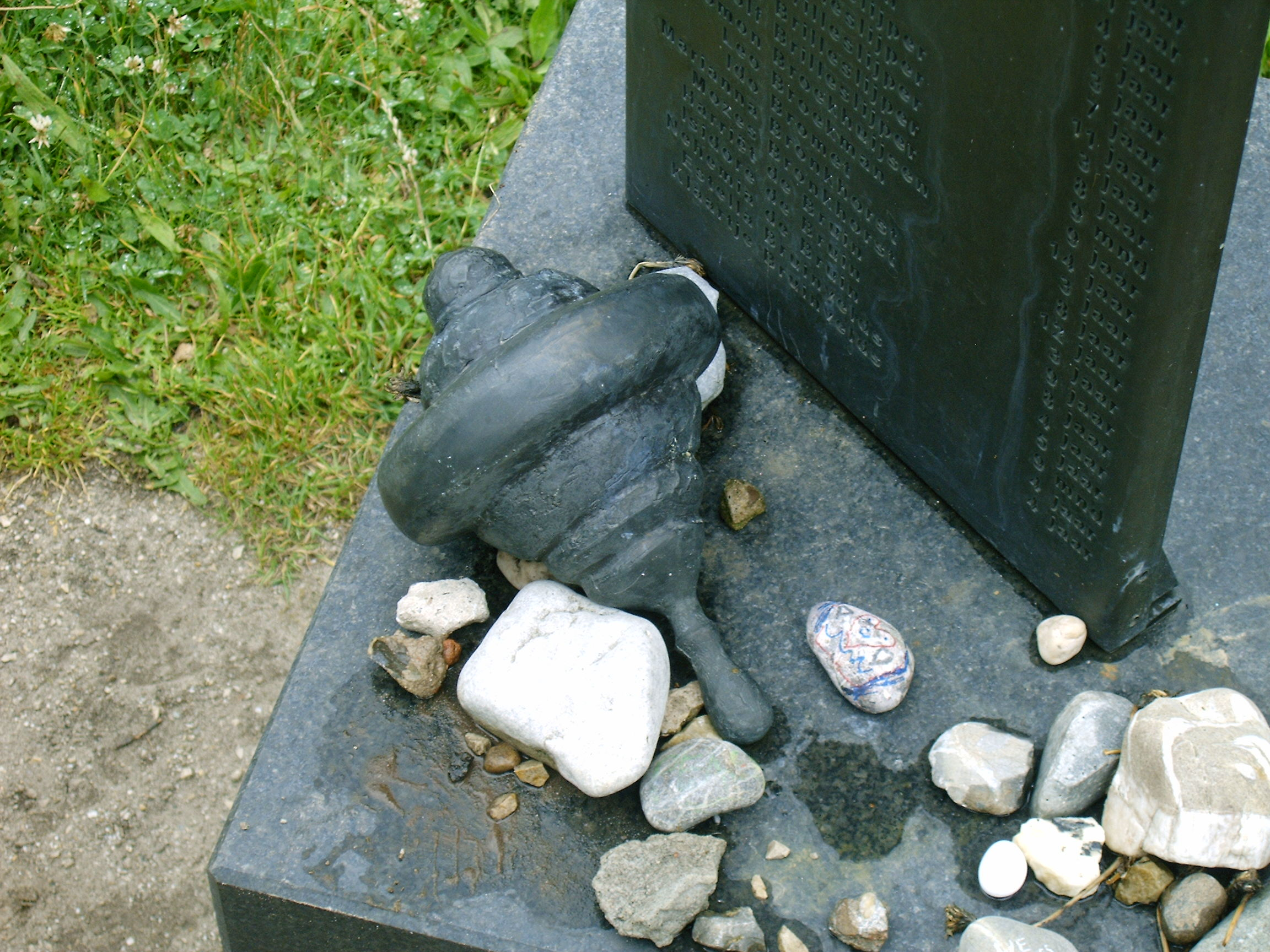
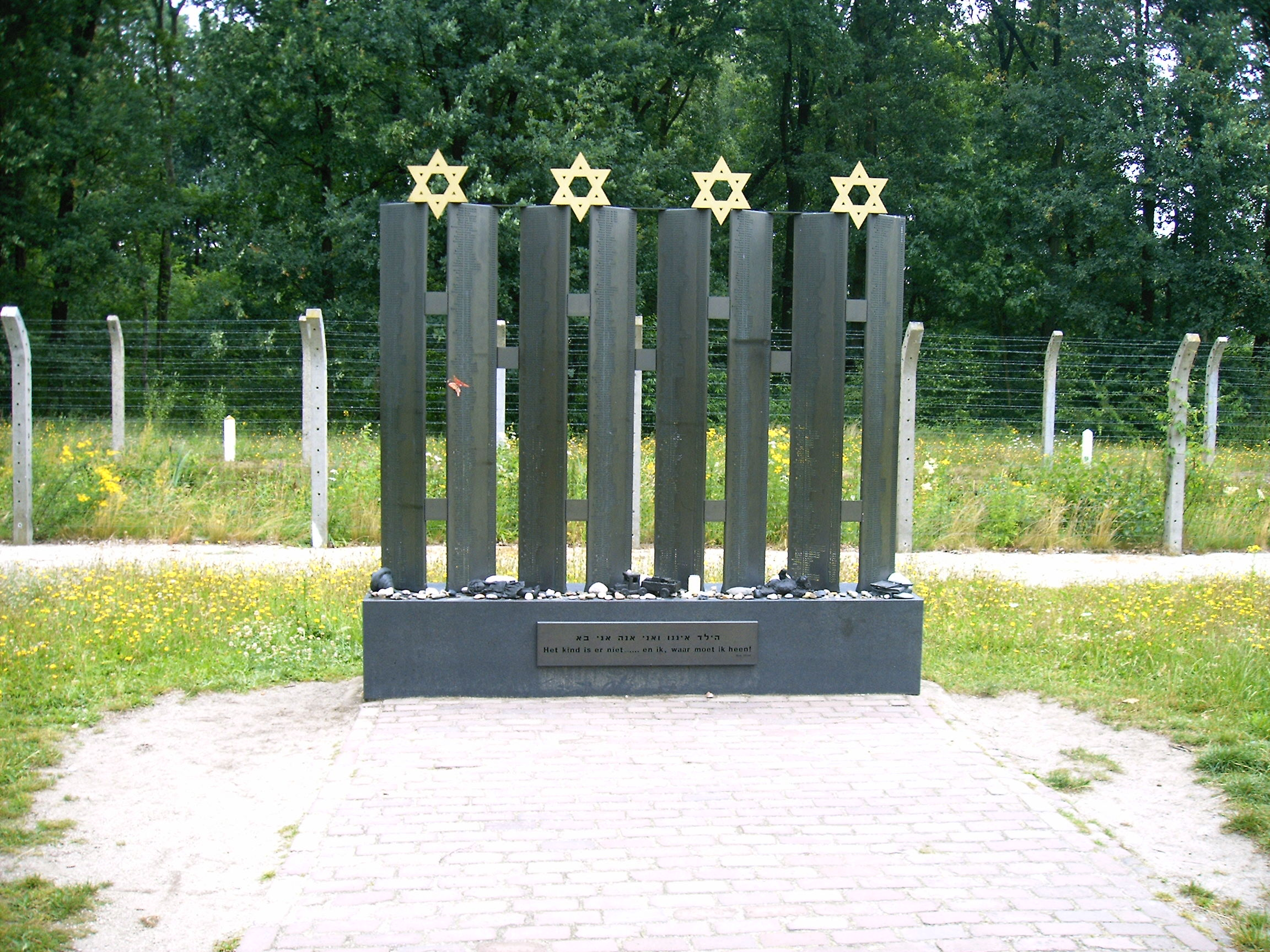